# Rhabdoblatta terranea
Rhabdoblatta terranea är en kackerlacksart som först beskrevs av Walker, F. 1868.  Rhabdoblatta terranea ingår i släktet Rhabdoblatta och familjen jättekackerlackor.
Artens utbredningsområde är Sri Lanka. Inga underarter finns listade i Catalogue of Life.